# Vivid (gruppo musicale giapponese)
i Vivid (reso graficamente come ViViD) sono un gruppo giapponese visual kei formato da cinque membri provenienti da Tokyo. Il gruppo si è formato nel marzo 2009 e dopo aver pubblicato alcuni singoli con l'etichetta indipendente PS company, nel 2010 il gruppo ha ottenuto un contratto con la Epic Records Japan. Nel 2011 il gruppo ha girato l'Asia con un tour che li ha portati a Taiwan, Hong Kong e Singapore. Il 27 giugno 2012 il gruppo ha pubblicato il loro primo album, intitolato Infinity. Il gruppo ha registrato alcuni brani utilizzati come singoli per vari anime: Yume Mugen no Kanata è la sigla finale di Level E, Blue è la quattordicesima sigla iniziale di Bleach mentre Real è la terza sigla d'apertura di Mobile Suit Gundam AGE.

## Membri
- Shin - cantante
- Reno - chitarra
- Ryōga - chitarra ritmica
- Iv - basso
- Ko-Ki - Drum kit e sintetizzatore

## Discografia

### Album
- 2012 - Infinity
- 2014 - The Pendulum

### Ep
- 2009 - The Vivid Color

### Singoli
- 2009 - Take-off
- 2009 - Dear
- 2010 - Across the Border
- 2010 - Precious
- 2011 - Yume
- 2011 - Blue
- 2011 - Fake
- 2012 - Message
- 2012 - Real